# Всеволод Велике Гніздо
Все́волод Юрійович «Вели́ке Гніздо́» (19 жовтня 1154 — квітень 1212) — десятий син Юрія Долгорукого (від другого шлюбу), князь Остерський (1169 — бл. 1172), великий князь Владимирський (1176—1212). Хрестильне ім'я — Дмитрій.

## Життєпис
Народився 19 жовтня 1154 року.
Перша дружина Марія (пом. 19 березня 1206), аланка (за іншими даними осетинка) за походженням, померла, прийнявши чернецтво. 1209 року одружився з Любавою, дочкою вітебського князя Василька Брячиславича.
1162 року вигнаний зведеним братом Андрієм Боголюбським з Суздаля, разом з матір'ю та братами. Поїхав до Константинополя до імператора Мануїла.
Після загибелі князя Андрія Боголюбського, 1174 року повернувся і допоміг братові Михайлові заволодіти Владимиром. По смерті брата став князем. Почав іменувати себе «великим князем». Згадується в «Слові о полку Ігоревім».

## Родина
1-а дружина — Марія Шварнівна. Діти:
- Збислава (1178 — ?)
- Верхуслава (Антонія/Анастасія) — дружина Ростислава Рюриковича.
- Костянтин (1186—1218) — князь новгородський, ростовський і владимирський.
- Всеслава — дружина Ростислава Ярославича сновського
- Борис (?—1188)
- Гліб (?—1188)
- Юрій (1188—1238) — Великий князь Владимирський.
- Олена
- Ярослав (Федір) — Великий князь Владимирський
- Володимир (Дмитрій) — князь стародубський
- Святослав (Гавриїл) — Великий князь Владимирський
- Іван — князь стародубський.
- 2-а дружина — дочка полоцького князя Василька Брячиславича (можливо Любава)